# 莱昂纳多·帕杜拉
莱昂纳多·帕杜拉·富恩特斯（西班牙語：Leonardo Padura Fuentes，1955年10月10日—），古巴小说家、记者。

## 生平
1955年出生于哈瓦那。毕业于哈瓦那大学，获语言学硕士学位，曾从事影视编剧、新闻记者和文学评论等工作。创作有系列侦探小说《四季》（《完美的过去》、《大斋节的风》、《面具》和《秋天的风景》），均以侦探马里奥·康德为主人公。
2009年出版的小说《爱狗的男人》以苏联特工拉蒙·梅尔卡德尔的经历写成，在哈瓦那新书展上很快一售而空。
2012年获古巴国家文学奖。2013年2月18日正式在哈瓦那书展上接受该奖项。2013年1月21日，获法国艺术与文学军官勋章。2015年6月10日，获得西班牙阿斯图里亚斯女亲王奖。

## 中文译本
- 莱昂纳多·帕杜拉. . 由华慧翻译. 浙江文艺出版社. 2008. ISBN 9787533926748.